# Campagna mongola contro gli Xia occidentali
La campagna mongola contro gli Xia Occidentali fu una serie di conflitti tra il neonato Impero mongolo e la dinastia Xia occidentale del Popolo Tangut nella Cina nordoccidentale. Sperando di ottenere sia bottino sia uno stato vassallo, il condottiero mongolo Gengis Khan guidò delle incursioni iniziali contro gli Xia prima di lanciare un'invasione su vasta scala nel 1209. Fu sia la prima grande invasione condotta da Gengis Khan sia la prima grande invasione mongola della Cina.
Dopo un assedio durato quasi un anno della capitale Xia, Yinchuan, sebbene il fiume deviato abbia inondato accidentalmente l'accampamento mongolo, l'imperatore Tangut Li Anquan si arrese nel gennaio 1210. Per quasi un decennio gli Xia servirono i mongoli come vassalli e li aiutarono nella campagna contro i Jīn, la compagine statale Jurchen che occupava la Manciuria e la Cina del Nord, ma quando Gengis invase l'impero islamico della Corasmia nel 1219, gli Xia tradirono i mongoli e cercarono l'alleanza dei Jīn e dei Song. Irritato dal tradimento, nel 1225 Gengis Khan inviò una spedizione punitiva contro gli Xia con l'intento di annientarli: i mongoli distrussero sistematicamente città e campagne del nemico, ne assediarono la capitale nel 1227 e, al contempo, invasero il territorio dei Jīn per prevenirne un attacco. Verso la fine dell'assedio, nell'agosto del 1227, Gengis Khan morì per una causa incerta, secondo alcuni resoconti proprio ucciso in azione contro gli Xia. Dopo la sua morte, Yinchuan cadde in mano ai mongoli che ne massacrarono la popolazione.

## Contesto storico
La dinastia Xia occidentale (zh. 西夏T, Xī XiàP), anche nota come Impero Tangut/Taŋγud in lingua mongola e Minya in lingua tibetana, s'affermò nel 1038 nelle province cinesi nordoccidentali di Ningxia, Gansu, Qinghai orientale, Shaanxi settentrionale, Xinjiang nordorientale, Mongolia Interna sudoccidentale e Mongolia Esterna meridionale. Uno stato abbastanza piccolo, lo Xia dovette lottare contro vicini più grandi e potenti: la dinastia Liao a est e nord-est e la dinastia Song a sud-est. Quando la Dinastia Jīn, di etnia jurchen, emerse nel 1115, spodestando i Liao, gli Xia accettarono lo status di vassalli del nuovo impero Jīn. Aiutando gli Jurchen nelle loro guerre contro i Song (v.si guerre tra i Jin e i Song), gli Xia conquistarono migliaia di miglia quadrate di territorio Song. Tuttavia, nel corso degli anni, le relazioni tra Xia e Jīn si raffreddarono.
Alla morte del quarto sovrano Xia, Renzong (r. 1139-1193), salì al trono Huanzong (r. 1193-1206) ed il potere degli Xia iniziò a declinare. Pur militarmente inferiori ai Jīn, gli Xia esercitavano ancora un'influenza significativa sulle steppe settentrionali. Avevano spesso accolto i leader Kereiti deposti a causa degli stretti legami commerciali con le steppe e per la possibilità di utilizzare questi rifugiati come pedine nel complesso scacchiere politico-militare dell'Altopiano della Mongolia. Proprio in Mongolia, però, tra la fine del 1190 e l'inizio del XIII secolo, Temujin, del clan mongolo dei Borjigin, iniziò il processo di accentramento politico e conquista militare che avrebbe fatto di lui Gengis Khan e che avrebbe fondato l'impero mongolo. Dopo la morte di Ong Khan dei Kereiti per mano di Temujin nel 1203, Nilqa Senggum guidò un piccolo gruppo di transfughi Kereiti nello Xia occidentale, venendone però espulso che prese a saccheggiarne le terre.

## Incursioni preliminari

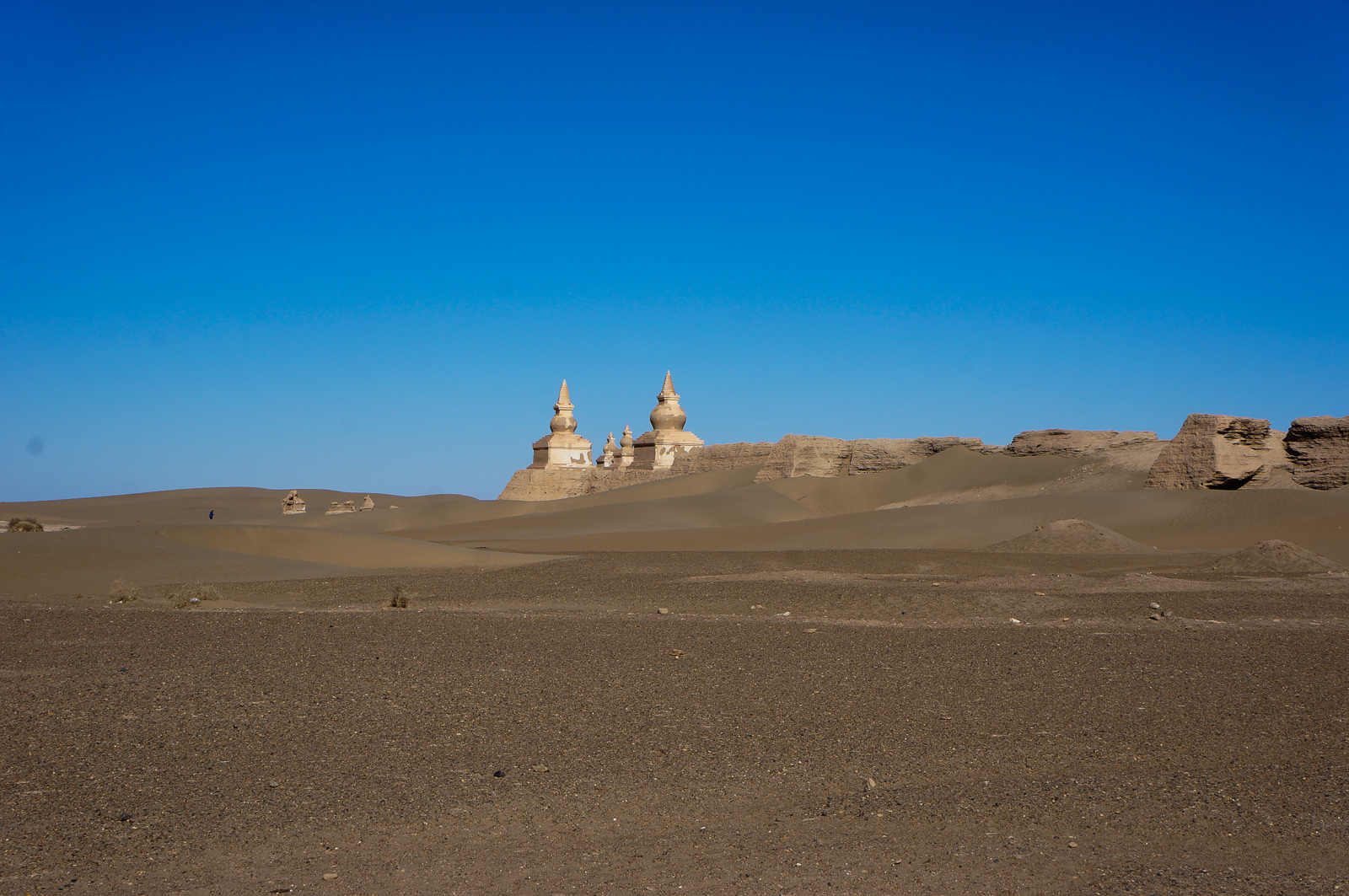
Le rovine di Khara-Khoto, fiorente centro commerciale nel Gobi degli Xia prima e dei Mongoli poi.

Usando come pretesto il rifugio temporaneo del rivale Nilga Senggum presso i Tangut, Temujin lanciò un'incursione contro lo stato Xia nel 1205, attaccandone il fiorente avamposto commerciale di Khara-Khoto, nella striscia di Ejin (attuale territorio della Lega dell'Alxa, Mongolia Interna occidentale) del deserto del Gobi. I mongoli proseguirono poi saccheggiando gli insediamenti tanguti di confine e un nobile Xia locale arrivò ad accettare la sottomissione all'impero mongolo. Passati nel Gansu, durante un'incursione a Ganzhou (l'odierna Zhangye), i mongoli catturarono il figlio del comandante della città. Questo giovane ragazzo si unì a Gengis Khan, prese un nome mongolo, Chagaan, e salì di grado nell'esercito mongolo sino a diventare comandante della guardia personale di Temujin stesso. L'anno successivo (1206), Temujin fu formalmente proclamato Gengis Khan, sovrano di tutti i mongoli, segnando l'inizio ufficiale dell'Impero mongolo, mentre Huanzong di Xia fu deposto da un colpo di stato ordito dal cugino Li Anquan che s'insediò come imperatore Xiangzong (r. 1206-1211) e lo rinchiuse a morire in una cella. Nel 1207, Gengis condusse un'altra incursione nello Xia occidentale, invadendo l'Altopiano dell'Ordos e saccheggiando Wuhai, la principale guarnigione lungo il Fiume Giallo, prima di ritirarsi nel 1208.
Genghis Khan iniziò quindi a prepararsi per un'invasione su vasta scala ai danni dell'impero Xia occidentale. Tale mossa gli avrebbe guadagnato un prezioso vassallo, foriero di tributi oltre che di truppe, e gli avrebbe garantito il controllo sulla porzione terminale delle rotte carovaniere della Via della seta, il vero segreto della florida economia dei tanguti nonché cagione dalla loro sopravvivenza all'ombra dei loro più potenti e pericolosi vicini, fornendo al suo neonato impero preziosissime entrate. Non ultimo, il territorio degli Xia occidentali si collocava quale ideale testa di ponte avanzata per incursioni più in profondità nel territorio cinese, ai danni dell'ancor più ricca dinastia Jīn.

## Prima invasione (1209-1210)

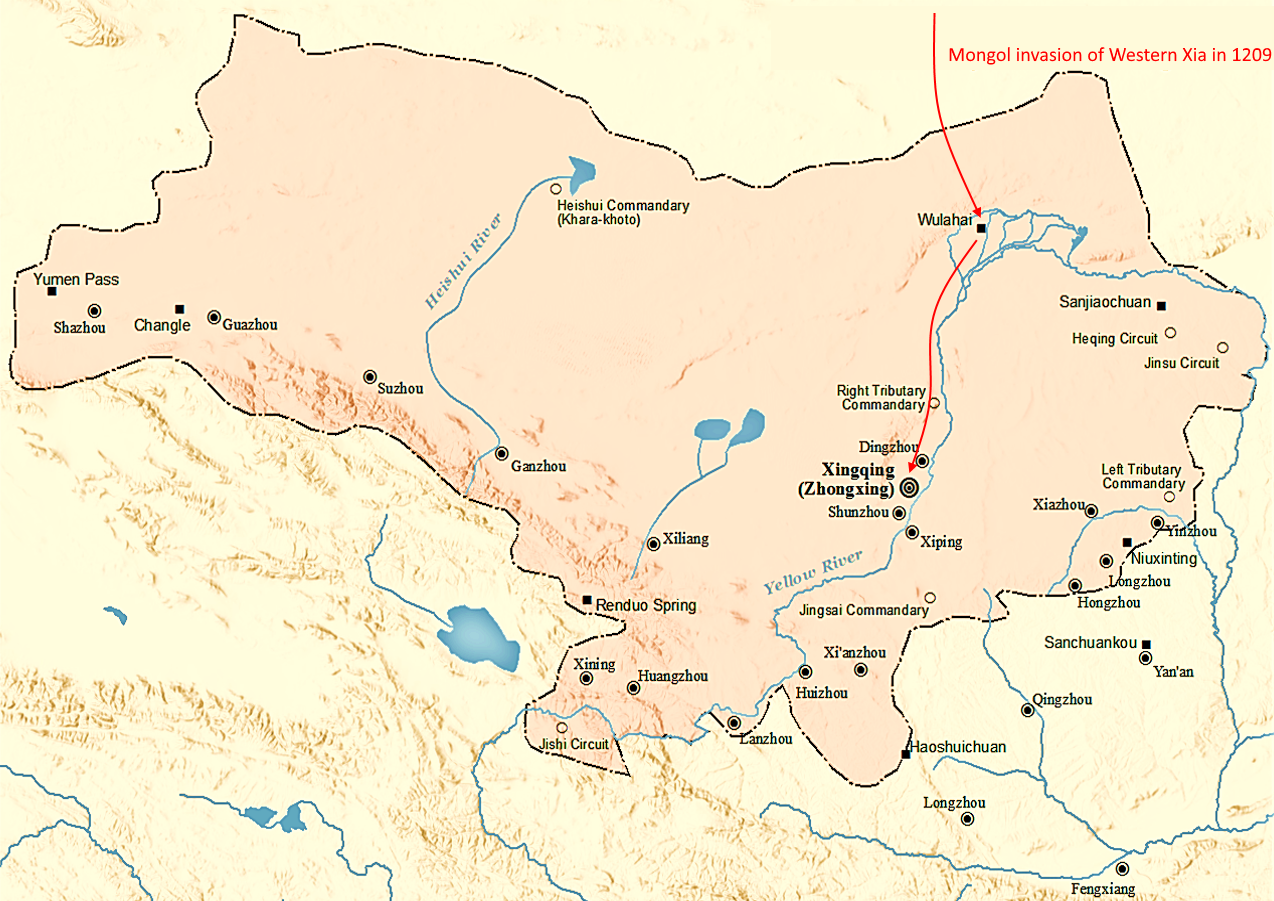
Invasione mongola di Xia occidentale nel 1209

Nel 1209, dopo aver ricevuto la sottomissione dei turchi Uiguri nell'Ovest, Gengis intraprese la sua campagna per conquistare effettivamente Xia occidentale. Il percorso seguito da Gengis Khan è ancora oggi ignoto: con buona probabilità, marciò per 500 km da Avraga percorrendo le rive del fiume Ongi e poi per altri 300 km sino ai Monti Helan, raggiungendo il deserto dell'Ala Shan. Saputo dell'invasione, Li Anquan chiese aiuto alla dinastia Jīn ma il nuovo imperatore Jurchen, Wanyan Yongji (r. 1209-1213), rifiutò l'invio di aiuti, commentando, con scarso acume, che «è a nostro vantaggio quando i nostri nemici s'attaccano a vicenda. Dove sta il pericolo per noi?» I Mongoli raggiunsero la fortezza di Wulahai e sconfissero in campo aperto un esercito comandato da Li Zunxu, nipote dell'imperatore Xia, e dal generale Kao Liang-Hui: il primo riuscì a fuggire, mentre il secondo fu preso e sommariamente giustiziato. Conquistata Wulahai, Genghis Khan si spinse lungo il Fiume Giallo, sottomettendo diverse città mentre procedeva, fino a raggiungere la fortezza Kiemen che sorvegliava l'unico passaggio attraverso i Monti Helan verso la capitale, Ningxia (attuale Yinchuan). Forte d'una guarnigione di 70 000 uomini, più 50 000 rinforzi, la rocca di Kiemen si rivelò troppo difficile da catturare. Dopo due mesi di stallo, gli uomini di Gengis finsero di ritirarsi nascondendosi nelle vicine colline, lasciando solo un piccolo gruppo a rimanere nell'accampamento: i soldati di Xia li attaccarono e vennero colti in trappola; Wei-Ming stesso fu catturato, e la fortezza presa. Il Khagan era ora libero di avanzare sulla capitale nemica. Ben fortificata, Ningxia/Yinchuan conteneva circa 150 000 soldati, quasi il doppio dell'esercito mongolo. Per i mongoli fu uno dei primi grandi sforzi poliorcetici: non avevano l'attrezzatura e l'esperienza adeguate per conquistare una città così fortificata. Arrivati fuori città a maggio, ad ottobre non erano riusciti a sfondare. Gengis pensò allora d'inondare la capitale deviando il fiume e la sua rete di canali di irrigazione nella città, e nel gennaio 1210 le mura di Yinchuan furono quasi sfondate. Tuttavia, la diga utilizzata per deviare il fiume si ruppe e l'alluvione che ne seguì spazzò via anche l'accampamento mongolo, costringendo Gengis a spostarsi su di un terreno più alto. Nonostante questa battuta d'arresto, i mongoli rappresentavano ancora una minaccia per gli Xia occidentali, così, con i raccolti distrutti e nessun aiuto proveniente dai Jīn, Li Anquan accettò di sottomettersi al dominio mongolo, dimostrando la sua lealtà dando una figlia, Chaka, in matrimonio a Genghis e rendendogli omaggio con cammelli, falchi e tessuti pregiati.

## Vassallaggio mongolo (1210-1224)
Nel 1210, gli Xia occidentali attaccarono la dinastia Jīn come ritorsione del loro rifiuto d'aiutarli contro i mongoli. L'anno successivo, Gengis Khan si unì ai Tanguti ed avviò quella che sarebbe divenuta una campagna di 23 anni contro i Jīn. Quello stesso anno, Li Anquan subì i rovesci del fato: suo nipote Zunxu ordì contro di lui un colpo di stato, lo costrinse ad abdicare in proprio favore e salì al trono come imperatore Shenzong di Xia (r. 1211-1223).
Nonostante l'aiuto fornito ai mongoli contro gli Jurchen, nel 1217, quando Gengis Khan chiese aiuto per le sue campagne dell'Asia centrale, Shenzong si rifiutò d'impegnare truppe in supporto all'alleato. Come avvertimento, i mongoli tornarono ad assediarono la capitale Xia, salvo poi ritirarsi. Nel 1219, Gengis Khan invase la Corasmia, in Asia centrale, e chiese nuovamente aiuto militare a Shenzong ma questi, spalleggiato dal generale Asha Gambhu, rifiutò di prendere parte alla campagna, affermando che se Gengis avesse avuto troppe poche truppe per attaccare la Dinastia anushtiginide, allora non avrebbe potuto rivendicare il potere supremo. Infuriato, il Khagan giurò vendetta e partì alla volta della Corasmia, mentre gli Xia s'abboccavano con i Jīn e i Song contro di lui.

## Seconda invasione (1225-1227)

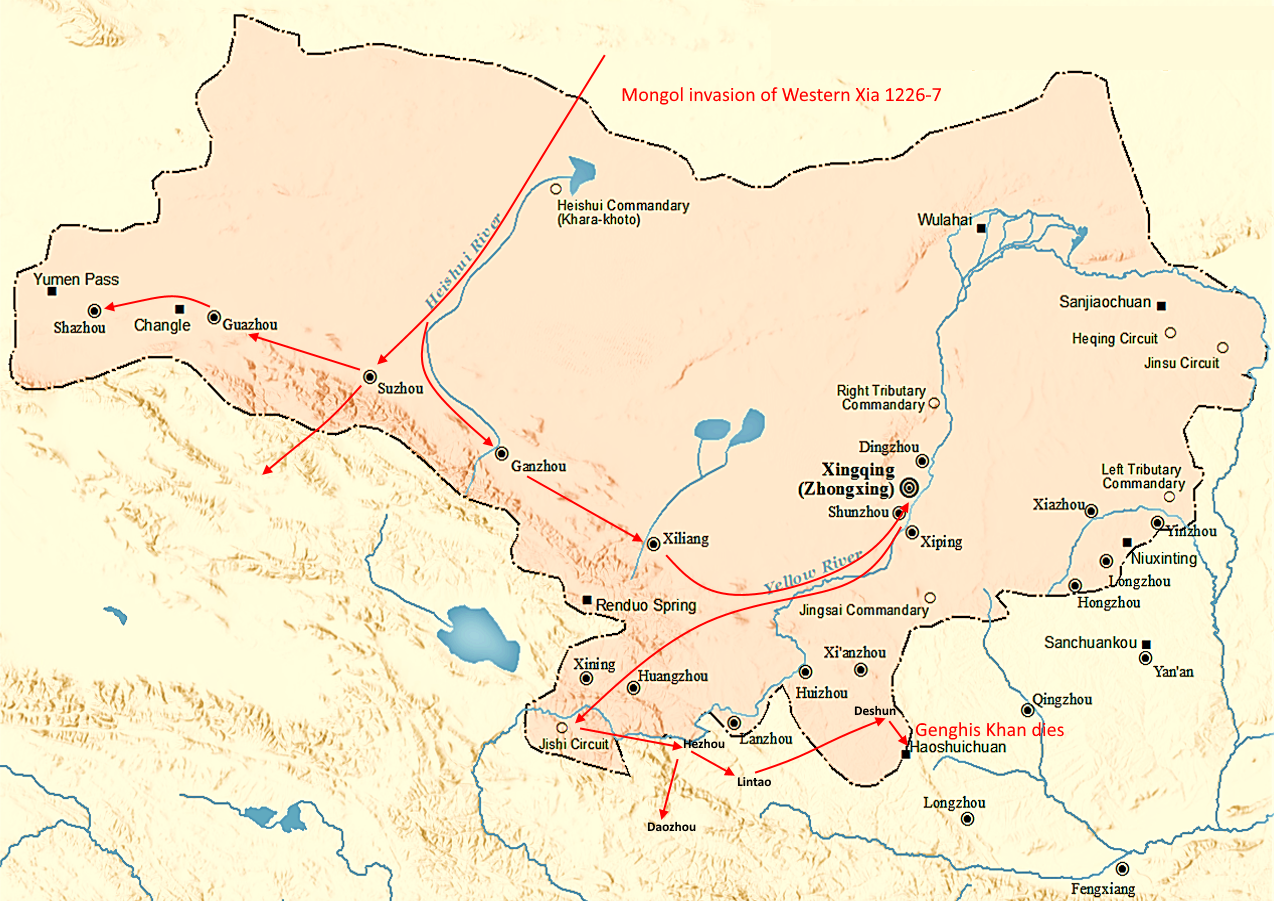
Invasione mongola di Xia occidentale, 1226-1227

Dopo aver sottomesso la Corasmia nel 1221, Gengis preparò i suoi eserciti per punire Xia occidentale per il loro tradimento. Nel frattempo, l'imperatore Shenzong abdicò il trono nel 1223 in favore del figlio Xianzong (r. 1223-1126). Nel 1225, Gengis Khan attaccò gli Xia con una forza di circa 180 000 uomini. Dopo aver sottomesso il Khara-Khoto, i mongoli iniziarono una costante avanzata verso sud. Asha, comandante delle truppe Xia occidentali, non poteva permettersi d'intercettarli poiché ciò comportava un'estenuante marcia verso ovest dalla capitale Yinchuan attraverso 500 km di deserto. Senza un esercito che li affrontasse in una battaglia campale, i mongoli furono liberi di scegliere i migliori bersagli per i loro attacchi e per ogni città conquistata e saccheggiata i cavalieri della steppa ammassavano prigionieri, disertori, rifornimenti e armi da riutilizzare nell'assalto al successivo bersaglio. Infuriato per la feroce resistenza degli Xia, Gengis ne devastò le campagne in una guerra di annientamento e ordinò ai suoi generali di distruggere sistematicamente città e guarnigioni mentre procedevano. Due mesi dopo aver conquistato il Khara-Khoto, i mongoli raggiunsero il punto in cui le Qilian Shan spingono il Ruo Shui verso est, circa 300 km a sud di Khara-Khoto. A questo punto, Gengis divise il suo esercito, inviando il generale Subedei a prendersi cura delle città più occidentali, mentre la forza principale si spostò a est, al suo diretto comando, nel cuore dell'Impero Xia occidentale. Gengis pose l'assedio a Suzhou che cadde dopo cinque settimane. Il Khagan si portò quindi a Ganzhou (attuale Zhangye), la città natale del suo generale Chagaan. Il padre di Chagaan comandava ancora la guarnigione cittadina, quindi Chagaan tentò di negoziare con lui. Tuttavia, il secondo in comando della città organizzò un ammutinamento, uccise il padre di Chagaan e si rifiutò di arrendersi. La città impiegò cinque mesi per sottomettersi e, sebbene l'ormai furioso Gengis minacciasse vendetta, Chagaan lo convinse a uccidere solo i 35 cospiratori che avevano ucciso suo padre settimane prima.
Nell'agosto del 1226, Gengis sfuggì alla calura estiva ripiegando sui monti Qilian mentre le sue truppe si avvicinavano a Wuwei, la seconda città più grande dell'impero Xia occidentale. Poiché dalla capitale non arrivava alcun rinforzo, Wuwei decise di arrendersi per evitare una certa distruzione. A questo punto, l'imperatore Xianzong morì, lasciando al congiunto Xian, riconosciuto postumo come imperatore Mozhu di Xia (r. 1226-1227), ad affrontare la minaccia mongola sulla capitale con uno stato ormai al collasso. In autunno, Genghis si riunì alle sue truppe, prese Liangchow, attraversò il deserto dei Monti Helan e in novembre pose l'assedio a Lingwu, a soli 30 km da Yinchuan. Qui, nella battaglia del fiume Giallo, lo Xia occidentale condusse un contrattacco con una forza stimata di oltre 300 000 soldati, ingaggiando le forze mongole lungo le rive del fiume ghiacciato e dei sistemi di canali. I mongoli distrussero le truppe Xia occidentali, presumibilmente annientandole in toto.
Dopo aver raggiunto Yinchuan nel 1227 e averla cinta d'assedio, Gengis si preparò ad attaccare i Jīn per neutralizzare qualsiasi minaccia di invio di truppe di soccorso agli Xia e per preparare il terreno per l'attacco finale agli Jurchen. Genghis inviò un'armata al comando del figlio Ögödei Khan e del generale Chagaan verso il confine meridionale, in territorio Jīn, lungo il fiume Wei e lo Shaanxi meridionale, spingendo persino alcune truppe sui Monti Qin per minacciare Kaifeng, la capitale degli Jurchen. Lo stesso Gengis si riunì con Subedei e si diresse a sud-ovest per attraversare un territorio di circa 150 km principalmente nell'attuale Ningxia e Gansu. Subedei attraversò le parti settentrionali della catena montuosa di Liupan, zigzagando di città in città per tutto febbraio e marzo, e conquistò la valle del fiume Tao e la regione di Lanzhou. Nel frattempo, Genghis si diresse verso sud, seguendo il fiume Qing Shui.
Quando il Khagan tornò nello Xia occidentale, Yinchuan era assediata da circa sei mesi e, dovendo dirigere in prima persona l'assedio di Longde, risolse d'inviare Chagaan dagli Xia per negoziarne la capitolazione. Chagaan riferì che l'imperatore accettò di capitolare, ma volle un mese per preparare doni adeguati. Gengis acconsentì, sebbene avesse segretamente pianificato di uccidere l'imperatore. Durante i negoziati di pace, Gengis ha continuato le sue operazioni militari intorno alle montagne Liupan vicino a Guyuan, ha rifiutato un'offerta di pace dei Jīn e si è preparato a invaderli vicino al confine con i Song. Tuttavia, nell'agosto del 1227, Gengis morì per una causa storicamente incerta e, per non mettere a repentaglio la campagna in corso, la sua morte fu tenuta segreta. Nel settembre 1227, l'imperatore Mozhu si arrese ai mongoli e fu prontamente giustiziato. I mongoli quindi saccheggiarono senza pietà Yinchuan, massacrarono la popolazione della città, saccheggiarono le tombe imperiali a ovest della città e completarono l'effettivo annientamento dello stato di Xia occidentale.

### Morte di Gengis Khan
Nell'agosto del 1227, durante la caduta di Yinchuan, Gengis Khan morì. La causa esatta della sua morte rimane un mistero ed è variamente attribuita all'essere ucciso in azione da Western Xia, alla caduta da cavallo, alla malattia o alle ferite riportate durante la caccia o la battaglia. La Cronaca di Galizia e Volinia afferma che fu ucciso in battaglia dagli Xia, mentre Marco Polo scrisse che morì dopo l'infezione di una ferita da freccia ricevuta durante la sua campagna finale. Successive cronache mongole collegano la morte di Gengis con una principessa Xia occidentale presa come bottino di guerra. Una cronaca dell'inizio del XVII secolo racconta addirittura la leggenda secondo cui la principessa nascose un piccolo pugnale e lo pugnalò, sebbene alcuni autori mongoli dubitassero di questa versione e sospettassero che fosse un'invenzione degli Oirati.

## Conseguenze

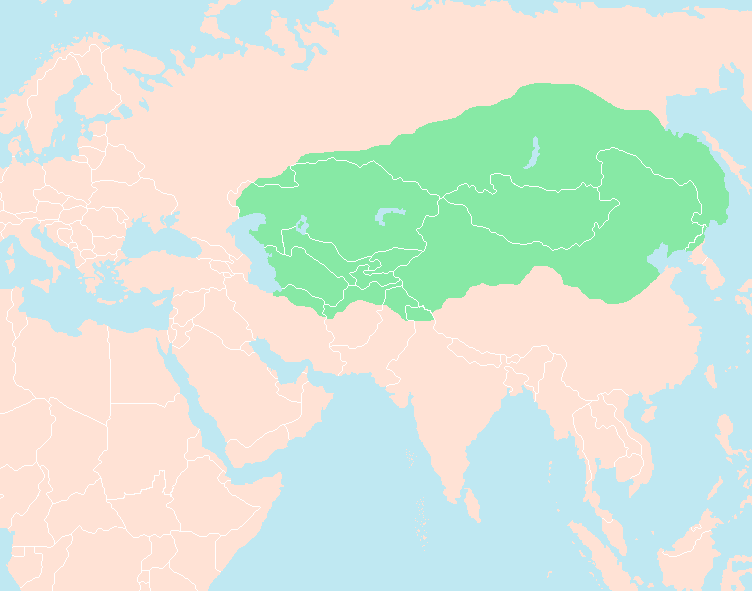
Impero mongolo al momento della morte di Gengis Khan nel 1227.

La distruzione degli Xia Occidentali durante la seconda campagna fu quasi totale. Secondo John Man, la dinastia è sconosciuta a chiunque non sia esperto del settore proprio a causa della loro completa eradicazione voluta da Gengis Khan: «questo è stato il primo esempio mai registrato di tentato genocidio ed è certamente stato un etnocidio di grande successo.»
Tuttavia, alcuni membri del clan reale degli Xia emigrarono nel Sichuan occidentale, nel Tibet settentrionale, forse anche nel nord-est dell'India, diventando in alcuni casi governanti locali. Un piccolo stato Xia occidentale fu fondato in Tibet lungo il corso superiore del Yalong, mentre altre popolazioni Xia occidentali si stabilirono in quelle che oggi sono le moderne province di Henan e Hebei. In Cina, i resti degli Xia occidentali persistettero fino alla metà della dinastia Ming.
Nonostante la morte di Gengis, l'impero mongolo riuscì a sconfiggere gli Xia. Ora, i successori di Gengis Khan si sono concentrati sull'unificazione del resto della Cina. La dinastia Jīn, già debilitata dalle grandi perdite di terra e truppe dovute alla campagna mongola in corso dal 1211, crollò definitivamente nel 1234. Il Regno di Dali nel sud-ovest della Cina cadde in un'invasione nel 1253 e la dinastia Song nella Cina meridionale, dopo oltre quattro decenni di conflitto iniziato nel 1235, si arrese nel 1279.

### Esplicative
1. ↑  Gli Xia Occidentali costruirono la muraglia, nota come "Muraglia di Gengis Khan", e le fortezze sul confine della Mongolia Esterna - v.si (EN) A.A. Kovalev e D Erdenebaatar, The northern border of the Tangut state, XiXia: According to the archaeological evidence and written sources, in The Archaeological Journal of Kanazawa University, n. 80, 2021,  pp. 49-77.

### Bibliografiche
1. ↑  Wang 1993.
2. ↑  Bian 2005.
3. 1 2 3 4 5 6  May 2012, p. 1211.
4. ↑  Atwood 2004, p. 590.
5. 1 2  de Hartog 2004, p. 59.
6. ↑  Bor, p. 204.
7. 1 2 3 4 5  Man 2004, p. 212.
8. 1 2 3 4 5  Man 2004, p. 213.
9. ↑  Dunnell 1994, p. 207.
10. ↑  Rossabi 2009, p. 156.
11. ↑  Rossabi 2014, p. 135.
12. 1 2 3  Kohn 2007, p. 205.
13. ↑  Man 2004, p. 130.
14. 1 2 3  Man 2004, p. 131.
15. 1 2  Peers 2006, p. 135.
16. ↑  Le stime dei soldati Xia a Kiemen furono probabilmente gonfiate dagli storici mongoli dopo la conquista - Man 2004, p. 153.
17. ↑  Weatherford 2004, p. 85.
18. ↑  Man 2004, p. 133.
19. ↑  Kessler 2012, p. 91.
20. ↑  Dunnell 1994, p. 208.
21. ↑  Dunnell 1996, p. xxv.
22. ↑  Sinor, Shimin, Kychanov 1998, p. 213.
23. ↑  Man 2004, p. 160.
24. ↑  Dunnell 1994, p. 211.
25. 1 2 3  Ebrey 2012, p. 199.
26. 1 2  Emmons 2012, p. 139.
27. ↑  Mote 1999, pp. 255-256.
28. 1 2 3 4  de Hartog 2004, p. 135.
29. ↑  Man 2004, pp. 212-213.
30. 1 2  de Hartog 2004, p. 134.
31. 1 2 3  Man 2004, p. 214.
32. 1 2  Tucker 2010, p. 276.
33. ↑  Man 2004, p. 215.
34. 1 2  Man 2004, p. 215 e 217.
35. 1 2 3  Man 2004, p. 219.
36. ↑  Man 2004, pp. 219-220.
37. 1 2 3  de Hartog 2004, p. 137.
38. 1 2 3  Lange 2003, p. 71.
39. ↑  Man 2004, p. 238.
40. ↑  Sinor, Shimin, Kychanov 1998, p. 214.
41. 1 2  Mote 1999, p. 256.
42. 1 2  Boland-Crewe e Lea 2002, p. 215.
43. ↑  Hart-Davis 2007, p. 165.
44. ↑  Man 2004, pp. 239-240.
45. ↑  Heissig 1964, p. 124.
46. ↑  Man 2004, pp. 116-117.
47. ↑  Dunnell 1994, p. 214.
48. ↑  Mote 1999, pp. 256-257.

### Fonti
- (MN) Монголын Нууц Товчоо (Mongolyn Nuuc Tovčoo) [Storia segreta dei Mongoli], 1240. ed.  Sergei Kozin (a cura di), Storia segreta dei Mongoli, traduzione di M. Olsùfieva, Guanda, 2021, ISBN 9788823525818.
- (AR) Rashid al-Din Hamadani, Jami' al-tawarikh, XIV secolo. ed. (EN) Rashid al-Din Hamadani, The Successors of Genghis Khan, traduzione di John Andrew Boyle, Columbia University Press, 1971.

### Studi
- (EN) Thomas Allsen, The rise of the Mongolian empire and Mongolian rule in north China, in Denis C. Twitchett, Herbert Franke e John King Fairbank (a cura di), The Cambridge History of China, 6, Alien Regimes and Border States, 710–1368, Cambridge University Press, 1994,  pp. 321-413, ISBN 978-0-521-24331-5.
- (EN) C.P. Atwood, Encyclopedia of Mongolia and the Mongol Empire, Facts on File, 2004, ISBN 978-0816046713.
- (ZH) Ren Bian, 西夏: 消逝在历史记忆中的国度》 [Xia Occidentali: il regno perduto nelle memorie storiche], Pechino, Foreign Language Press, 2005.
- (EN) Boland-Crewe Tara e David Lea (a cura di), The Territories of the People's Republic of China, Londra, Routledge, 2002, ISBN 9780203403112.
- (EN) J. Bor, Mongol hiigeed Eurasiin diplomat shashtir, II.
- (EN) Leo de Hartog, Genghis Khan: Conqueror of the World, New York City, I.B. Tauris, 2004, ISBN 1860649726.
- (EN) Ruth W. Dunnell, The Great State of White and High: Buddhism and State Formation in Eleventh-Century Xia, Honolulu, University of Hawaii Press, 1996, ISBN 0824817192.
- (EN) Ruth W. Dunnell, The Hsi Hsia, in Denis C. Twitchett, Herbert Franke e John King Fairbank (a cura di), The Cambridge History of China, 6, Alien Regimes and Border States, 710–1368, Cambridge University Press, 1994,  pp. 154-214, ISBN 978-0-521-24331-5.
- (EN) Patricia Buckley Ebrey, East Asia: A Cultural, Social, and Political History, 3.ª ed., Stamford (Connecticut), Cengage Learning, 2012, ISBN 9781133606475.
- (EN) James B. Emmons, Genghis Khan, in China at War: An Encyclopedia, Santa Barbara (CA), ABC-CLIO, 2012, ISBN 9781598844153.
- (DE) Erich Haenisch, Die Geheime Geschichte der Mongolen, Leipzig, 1948.
- (EN) Adam Hart-Davis, History: From the Dawn of Civilization to the Present Day, Londra, Dorling Kindersley, 2007, ISBN 978-1405318099.
- (DE) Walther Heissig, Die Mongolen. Ein Volk sucht seine Geschichte, Düsseldorf, 1964.
- (EN) Charles Holcombe, A History of East Asia: From the Origins of Civilization to the Twenty-First Century, Cambridge University Press, 2011, ISBN 978-0-521-51595-5.
- (EN) Adam T. Kessler, Song Blue and White Porcelain on the Silk Road, Leida, BRILL, 2012, ISBN 9789004218598.
- (EN) George C. Kohn, Dictionary of Wars, 3rd, New York City, Infobase Publishing, 2007, ISBN 9781438129167.
- (EN) George Lane, Genghis Khan and Mongol Rule, Greenwood Publishing Group, 2004, ISBN 978-0-313-32528-1.
- (EN) Brenda Lange, Genghis Khan, New York City, Infobase Publishing, 2003, ISBN 9780791072226.
- (EN) John Man, Genghis Khan: Life, Death, and Resurrection, New York City, St. Martin's Press, 2004, ISBN 9780312366247.
- (EN) Timothy May, The Mongol Conquests in World History, Londra, Reaktion Books, 2012, ISBN 9781861899712.
- (EN) Frederick W. Mote, Imperial China: 900-1800, Cambridge, Massachusetts, Harvard University Press, 1999, ISBN 0674012127.
- (EN) Chris Peers, Soldiers of the Dragon: Chinese Armies 1500 BC-AD 1840[collegamento interrotto], Oxford, Osprey Publishing, 2006, ISBN 1846030986.
- (EN) D. Sinor, G Shimin e Y.I. Kychanov, The Uighurs, the Kyrgyz and the Tangut (Eighth to the Thirteenth Century), in M.S. Asimov e C.E. Bosworth (a cura di), Age of Achievement: A.D. 750 to the End of the Fifteenth Century, vol. 4, Parigi, UNESCO, 1998,  pp. 191-214, ISBN 9231034677.
- (EN) William Rossabi, Genghis Khan and the Mongol empire, Seattle, University of Washington Press, 2009, ISBN 978-9622178359.
- (EN) Tucker, Spencer C. (a cura di), A Global Chronology of Conflict: From the Ancient World to the Modern Middle East: From the Ancient World to the Modern Middle East, Santa Barbara (CA), ABC-CLIO, 2010, ISBN 978-1851096725.
- (EN) Stephen Turnbull, Genghis Khan and the Mongol Conquests 1190–1400, Osprey Publishing, 2003, ISBN 978-1-84176-523-5.
- (ZH) Tianshun Wang, 西夏战史 [Storia militare degli Xia Occidentali], Yinchuan, Ningxia People's Press, 1993.
- (EN) Jack Weatherford, Genghis Khan and the Making of the Modern World, Crown and Three Rivers Press, 2004, ISBN 0-609-80964-4.